# Eueides pythagoras
Eueides pythagoras är en fjärilsart som beskrevs av Kirby 1900. Eueides pythagoras ingår i släktet Eueides och familjen praktfjärilar. Inga underarter finns listade i Catalogue of Life.